# Joseph Woelfl

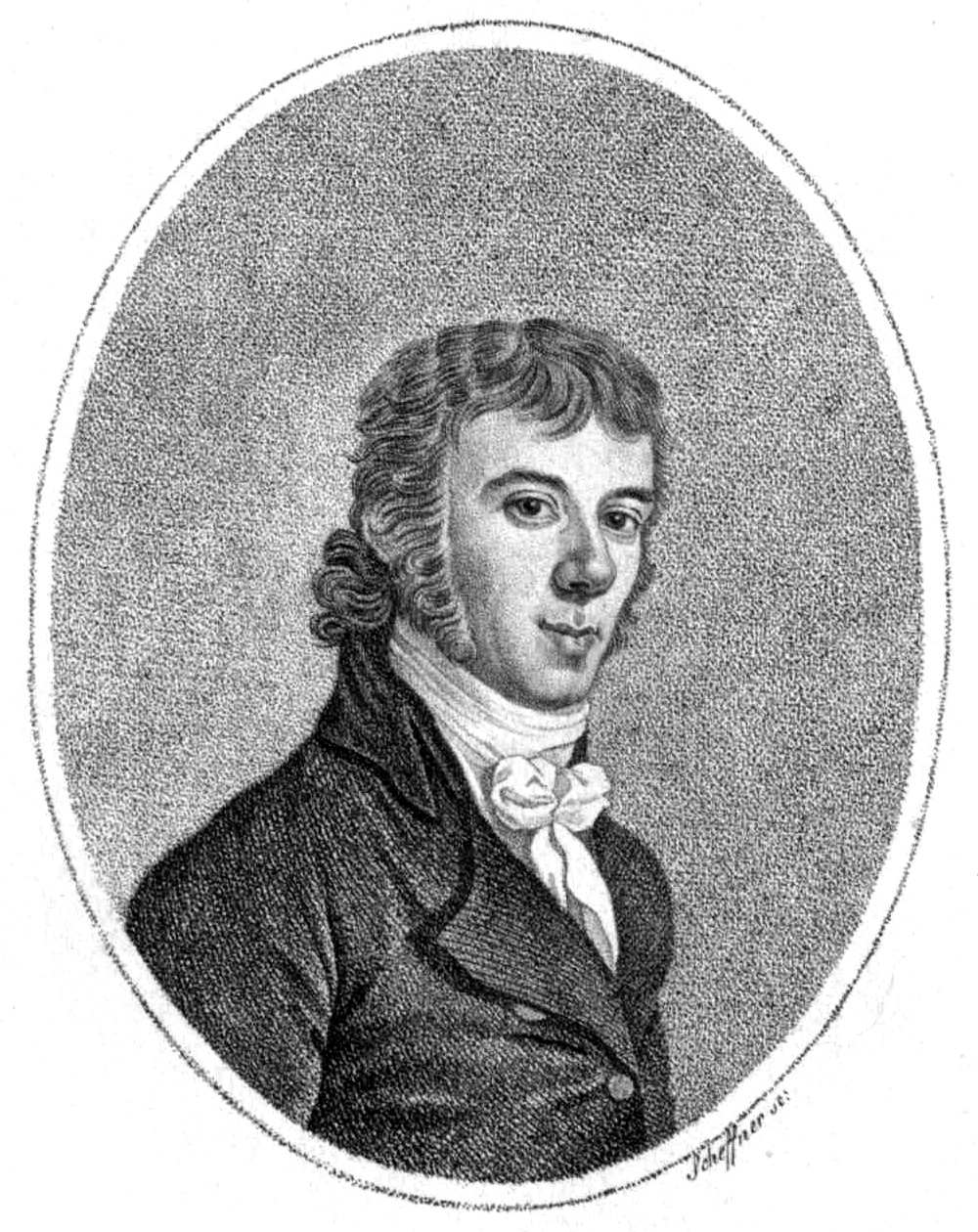
Joseph Woelfl

Joseph Johann Baptist Woelfl, bis ca. 1790 Wölfl geschrieben (* 24. Dezember 1773 in Salzburg; † 21. Mai 1812 in London – Mary-Le-Bone), war ein erfolgreicher Komponist und Pianist aus dem Umfeld der Familie Mozart.

## Leben

### Jugend in Salzburg

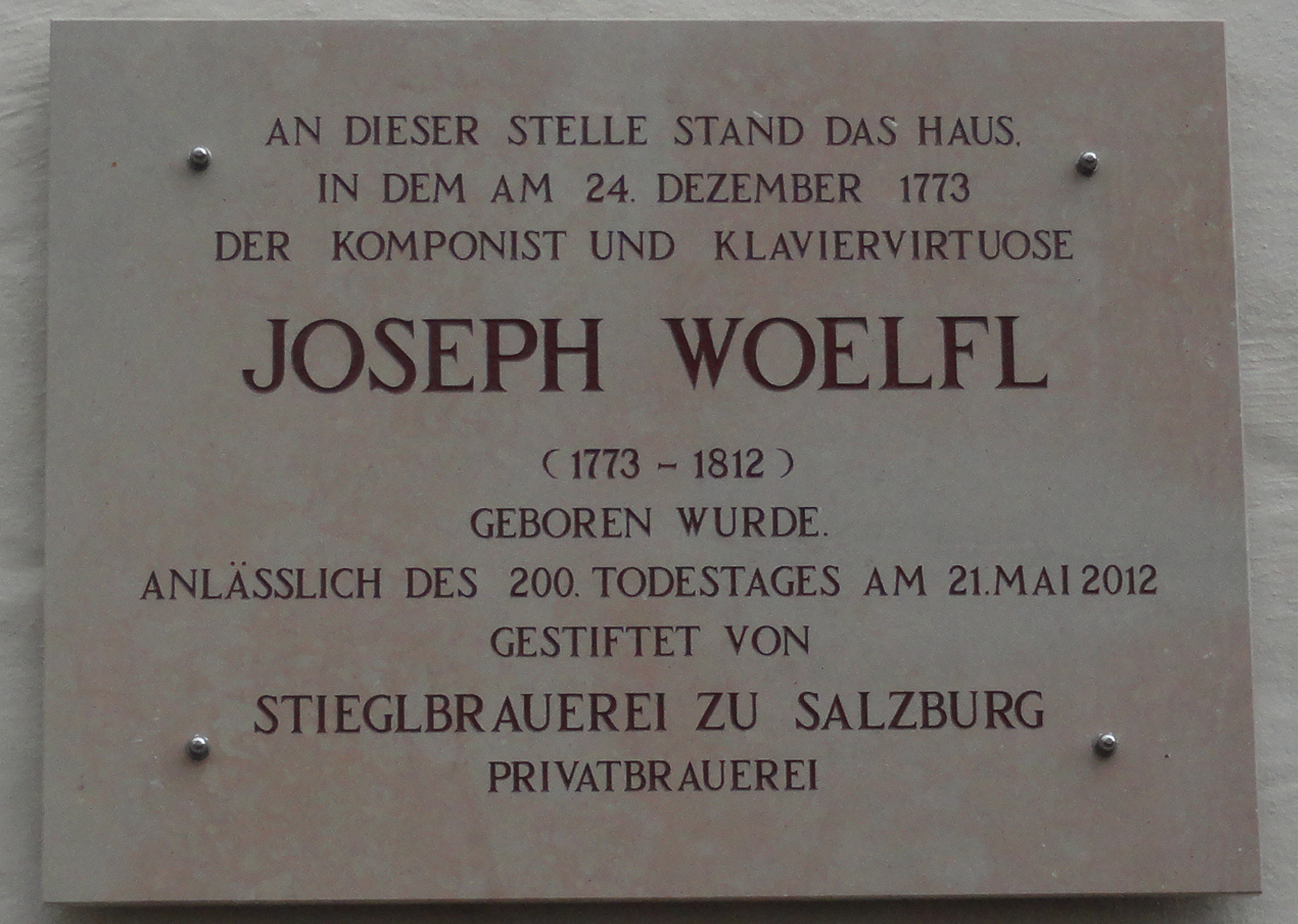
Gedenktafel am Standort des Geburtshauses, Festungsgasse 4.

Der Sohn des fürstbischöflichen Steuerbeamten Johann Paul Wölfl wuchs in dem Haus auf, in dem auch der Salzburger Hoforganist Michael Haydn wohnte. Es ist unklar, ob Woelfl seine frühe musikalische Ausbildung beim jüngeren Haydn erhielt oder beim Vizekapellmeister der Hofkapelle, Leopold Mozart, der nachweislich mit Woelfls Vater bekannt war. Bereits als siebenjähriger Knabe trat er öffentlich als Geigensolist auf. Seine offenkundige musikalische Begabung führte zur Aufnahme ins „Kapellhaus“, ein eigens für die Unterrichtung der Domsängerknaben errichtetes Internatsgebäude. Nun waren Michael Haydn und Leopold Mozart auch offiziell seine Lehrer. Die religiös streng reglementierte Ausbildung umfasste neben dem Musikunterricht auch die Aneignung von naturwissenschaftlichem und sprachlichem Allgemeinwissen. 1786 schied Woelfl aus dem „Kapellhaus“ aus, nahm aber weiter Privatunterricht bei Leopold Mozart bis zu dessen Tod 1787. Von 1786 bis 1788 studierte er an der Benediktineruniversität Salzburg. Über die nächsten beiden Lebensjahre gibt es keine Informationen. Wahrscheinlich ist, dass Woelfl sich in dieser Zeit selbständig zum Pianisten ausbildete; denn 1790 erschien er in Wien bei W. A. Mozart als fertiger Klaviervirtuose. Erhaltene Werke aus der Salzburger Zeit (Kirchenmusik, Harmoniemusiken, Tänze, Kanons) belegen, dass er zudem ein Kompositionsstudium durchlaufen haben muss.

### Warschau und Wien
W. A. Mozart empfahl Woelfl dem Fürsten Michał Kleofas Ogiński (1765–1833) in Warschau als Klavierlehrer. Zwei Jahre später etablierte sich Woelfl in Warschau (Wohnung in der Marywil 8, 2. Stock) als selbständiger Musiker und wirkte daselbst bis zur III. Polnischen Teilung im Jahre 1795 so erfolgreich als Pianist und Klavierlehrer, dass er mit einem beträchtlichen Vermögen nach Wien zurückkehren konnte. In Warschau entstanden bereits eine Symphonie, ein Klavierkonzert, Klaviervariationen und weitere Klavierwerke. Am 26. Oktober 1792 war ein Orchesterkonzert im Teatr publiczny ausschließlich seinen Werken gewidmet.
Nach Wien zurückgekehrt, trat Woelfl als Pianist und Komponist von Opern, Klavier- und Kammermusikwerken an die Öffentlichkeit. Seit seinem Aufenthalt in Warschau schrieb er seinen Familiennamen nicht mehr mit Umlaut, sondern in der internationalen Schreibweise mit oe.
Für Emanuel Schikaneder und dessen Vorstadttheater, das Theater auf der Wieden, und die k.k. Hoftheater nächst der Burg und am Kärntnertor komponierte er in der Folgezeit einige Singspiele, die in Wien viel Erfolg hatten, anderswo aber auf eine gemischte Aufnahme stießen. In Leipzig z. B. schrieb man über sein Singspiel Der Kopf ohne Mann von 1798, es handele sich um „eines der ärgsten Marionettenspiele von einem der Wiener Vorstädtetheater“, das stellenweise „ekelhaft“ sei; immerhin sei jedoch an Woelfls Musik dazu „Mehreres sehr gut, und Einiges […] wirklich schön.“ In Prag hingegen war diese Oper so erfolgreich, dass sie am 14. April 1799 in tschechischer Übersetzung eine weitere Premiere erfuhr (Titel: Hlawa bez Může).

### Das Duell mit Beethoven
Seine pianistischen Fähigkeiten waren allerdings über jeden Zweifel erhaben. In den Wintermonaten 1798/99 kam es im Hause des Freiherrn Raymund Wetzlar von Plankenstern zu einem sogenannten Klavier-Duell zwischen Woelfl und dem drei Jahre älteren Ludwig van Beethoven, dessen Ausgang nicht ganz klar war. Der Zeitzeuge Ignaz von Seyfried, Kapellmeister in Schikaneders Theater auf der Wieden, berichtet:

„Dort [in Wetzlars Haus] verschaffte der höchst interessante Wettstreit beider Athleten nicht selten der zahlreichen, durchaus gewählten Versammlung einen unbeschreiblichen Kunstgenuss; Jeder trug seine jüngsten Geistesproducte vor; bald liess der Eine oder der Andere den momentanen Eingebungen seiner glühenden Phantasie freien, ungezügelten Lauf; bald setzten sich Beide an zwei Pianoforte, improvisirten wechselweise über gegenseitig sich angegebene Themas und schufen also gar manches vierhändige Capriccio, welches, hätte es im Augenblick der Geburt zu Papier gebracht werden können, sicherlich der Vergänglichkeit getrotzt haben würde.“

Es scheint sich um einen auf mehrere Termine („nicht selten“) verteilten Dauerwettkampf gehandelt zu haben, bei dem nicht nur die größere Geläufigkeit auf den Tasten, sondern auch das feinere Gespür fürs vierhändige Spiel auf zwei Klavieren gefragt war. Seyfried lässt im Fortgang seines Berichtes offen, welchem „Kämpfer vorzugsweise die Siegespalme“ zuzusprechen sei; präzise setzt er jedoch Woelfls Spiel von dem Beethovens ab (das er, in ähnlichem Ton wie andere zeitgenössische Autoren, als „alle beengenden Fesseln“ sprengend, „das Joch der Knechtschaft“ abschüttelnd, „einem wild schäumenden Cataracte [gleich]“ beschreibt); Woelfls Spielweise erscheint als apollinisch-klare Gegenthese zu Beethovens dionysisch-unberechenbarem Ausdrucksspiel:

„Wölfl hingegen, in Mozart’s Schule gebildet, blieb immerdar sich gleich; nie flach, aber stets klar, und eben desswegen der Mehrzahl zugänglicher; die Kunst diente ihm blos als Mittel zum Zwecke, in keinem Falle als Prunk- und Schaustück trockenen Gelehrtthuens; stets wusste er Antheil zu erregen und diesen unwandelbar an den Reihengang seiner wohlgeordneten Ideen zu bannen.“

### Auf Reisen
Im Jahr 1798 hatte Woelfl die Schauspielerin Therese Klemm geheiratet, die ihm einen Sohn gebar. Doch das eheliche Glück währte nicht lange: Im März 1799 brach er allein zu einer Konzertreise von einjähriger Dauer auf, die ihn über Prag, Dresden. Leipzig und Berlin bis nach Hamburg führte. Im Sommer 1800 hielt er sich für kurze Zeit wieder in Wien auf; danach verließ er die Hauptstadt des Habsburgerreichs für immer. Auf seinen Tourneen verschaffte er sich einen Ruf, der ihn berühmt für seine Virtuosität und seinen kompositorischen Einfallsreichtum machte. Seine großen Erfolge ließen bald Gerüchte entstehen. In Prag, so erinnert sich Wenzel Johann Tomaschek, verlor er angeblich beim Billardspiel so viel Geld, dass er seinem Spielpartner die Einnahmen aus dem noch ausstehenden Prager Konzert versprechen musste. Andererseits erstaunte er die Zuhörer mit der exakten Wiedergabe eines für vier Hände notierten Stückes von Mozart. In Dresden spielte er sein Konzert in C-Dur spontan in Cis-Dur, obwohl es zu dieser Zeit als eines der technisch anspruchsvollsten Werk für Klavier galt, weil der Klavierstimmer das um einen halben Ton zu tief stehende Instrument nicht mehr rechtzeitig hatte umstimmen können. Er verstand es ferner, sein Publikum mit einfallsreichen Konzertprogrammen zu fesseln. In Berlin z. B. spielte er eine „musikalische Badinage“ nach Abbé Vogler, die folgende Teile aufwies:

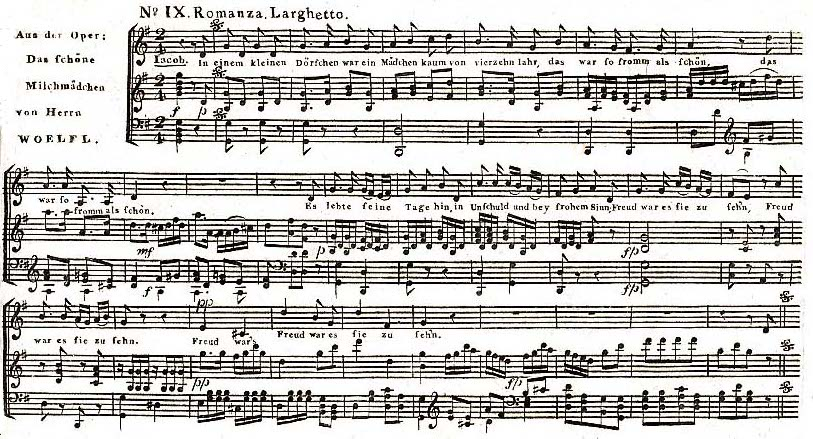
Romanza aus der Oper Das schöne Milchmädchen

„Die ruhige See, das Aufsteigen eines Gewitters, Blitze, Donner, einen heftigen Sturm, der aber nach einiger Zeit wieder nachlässt – voriger Zustand der See – Uebergang in ein bekanntes Lied, worüber variiert und phantasirt ward.“

Woelfl war spontan in seinen Eingebungen: In Mainz überraschte er die Zuhörer mit der unvermittelten Improvisation über einen zufällig von draußen hereinklingenden Zapfenstreich. Auch sein 1926 veröffentlichter Briefwechsel mit dem Verlag Breitkopf & Härtel verrät einen zu Scherzen am Rande der Geschmacklosigkeit aufgelegten Menschen. Am 10. Juli 1799 beispielsweise berichtet er dem Verlag: „Von interessanten Neuigkeiten weiß ich nichts weiter, was mich betrifft, als daß ich gestern meinen Pißtopf aus Ungeschicklichkeit umstieß, wobei einer meiner Pantoffeln sehr zu Schaden kam; er befindet sich aber heute wieder etwas besser.“ Möglicherweise hat Woelfl diesen derben Tonfall der Mozart-Familie zu verdanken. Anschließend bedauert er mit scherzhaftem Unterton, dass ein während eines Konzertes in Berlin von oben herab stürzender Gegenstand niemanden zu Tode gebracht habe, weil ein tödlicher Ausgang „viel zu Verherrlichung meines Konzerts beigetragen hätte“.

### Paris
Als Woelfl sich im September 1801 für vier Jahre in Paris niederließ, machte er sich daran, größere Instrumentalwerke zu publizieren; mit seinen Auftritten als Pianist vermochte er auch die Pariser Öffentlichkeit zu überzeugen, und so hatte er keinerlei Schwierigkeit, einen Verleger für seine Klavierkonzerte zu finden: nach seinem ersten in Warschau entstandenen Klavierkonzert erschienen zwei weitere Werke dieser Gattung 1802 bzw. 1803 bei éditions Nadermann; das letztere wurde zusätzlich von Breitkopf & Härtel ein Jahr später in Leipzig publiziert. Am 3. März 1804 brachte er in Paris sein erstes französisches Bühnenwerk, die Opéra en une acte L’Amour romanesque, zur Aufführung (Libretto A. Charlemagne); am 11. Februar 1805 folgte mit Fernand ou Les Maures eine heroische Oper (Libretto Bussy). In den Pariser Salons nannte man ihn Monsieur Wolff, weil die Diminutivform Woelfl für eine Beleidigung des großen Künstlers gehalten wurde. Trotz aller Erfolge hielt es ihn nicht lange in Paris; 1802/03 tourte er durch Belgien und die Niederlande. Wenig später berichtete er Gottfried Christoph Härtel, er wolle nunmehr nach London auswandern und sich dort mit einem Klavierkonzert und einer Sinfonie etablieren. Vorerst aber scheiterte der Plan.

### London

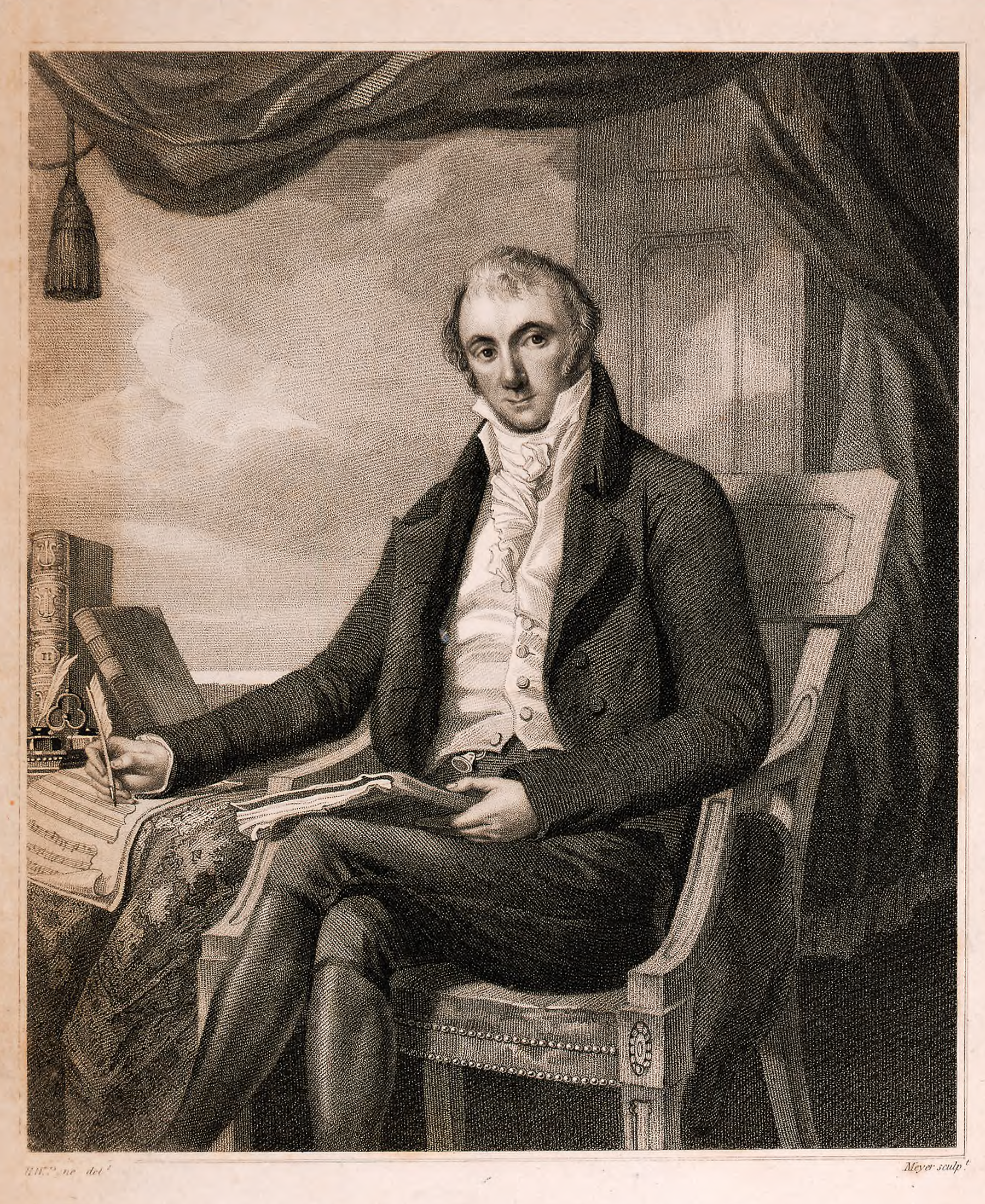
Joseph Woelfl (Gravure de Meyer, 1811)

Doch im Mai 1805 siedelte er nach London über, wo die Konzertveranstalter darum wetteiferten, ihn für ihre Veranstaltungen zu gewinnen. Er trat im Opernhaus Covent Garden, in Hyde’s Room in den Hanover Square Rooms sowie im King’s Theatre auf, wo ihm der höchst ehrenhafte Auftrag zuteilwurde, das Fest-Ballett Naval Victory or Triumph of Lord Nelson anlässlich des Sieges bei Trafalgar zu komponieren. Zu seinem Debüt als Pianist am 27. Mai spielte er, wie zwei Jahre zuvor angekündigt, ein neues Klavierkonzert und brachte eine ungedruckte Sinfonie zur Aufführung. Viel Erfolg hatte er mit seinem 1806 im London im Druck erschienenen Klavierkonzert Le Calme; es erklang innerhalb von zwei Monaten vier Mal in öffentlichen Konzerten. Härtel gegenüber äußerte er, dass er nunmehr in London bleiben wolle.

Woelfl stand mit den wichtigsten Personen des Londoner Musiklebens in Kontakt, mit Johann Peter Salomon, dem Konzertveranstalter, der in den 1790er Jahren zwei Mal Haydn nach London geholt hatte, mit Muzio Clementi, dem um eine Generation älteren Verleger und ehemaligen Pianisten, der sich 1781 mit Mozart auf ähnliche Weise duelliert hatte wie Woelfl später mit Beethoven, mit dem Klaviervirtuosen Johann Baptist Cramer und der Sängerin Angelica Catalani. Weitere prominente Partner waren die Sängerinnen Nancy Storace, Griglietti und Dickons, das Ehepaar Dussek, die Harfenvirtuosen Dizi und Kollmann und der Geiger George Bridgetower. Zu einem Klavierduell ganz besonderer Art kam es 1807 mit dem Kollegen Jan Ladislav Dussek; mit dem Woelfl seit gemeinsam verbrachter Zeit im Jahr 1799 in Hamburg bekannt war, und der in London einen hervorragenden Ruf als Pianist genoss. Woelfl krankte nicht gerade an mangelndem Selbstbewusstsein, und um seine pianistischen Fähigkeiten öffentlich ins rechte Licht zu rücken, gab er seiner Klaviersonate F-Dur op. 42 den Beinamen Non plus ultra. Dusseks Londoner Verleger erwiderten mit dem Nachdruck von dessen Sonate As-Dur op. 64, die mit dem Beinamen Plus ultra versehen wurde. In den Konzerten des Impresarios Salomon war er regelmäßig als Solist eigener Konzerte oder mit Solowerken zu hören. Woelfl ließ auch den Kontakt nach Leipzig nicht abbrechen. Im Jahr 1808 übernahm Breitkopf & Härtel den Verlag seiner beiden Sinfonien op. 40 und op. 41c. Als Kuriosum sei seine Aufführung der Ouvertüre zu Mozarts Zauberflöte auf der Orgel des Großen Konzertsaals des King’s Theatre am 28. Mai 1806 erwähnt. Nach drei Jahren galt Woelfl, der in der laufenden Saison bis zu dreimal pro Woche auftrat, als bedeutendster Musiker der Stadt und erzielte Einkünfte, die jene von J. Haydn, W. A. Mozart und L. v. Beethoven zusammengenommen überstiegen. In London entstand der Hauptteil seiner Werke, in welchen alle Sparten der Musik von der Großen Oper bis hin zum kleinen Klavierstück berücksichtigt sind. In London ging Woelfl erneut eine Ehe ein, der ein Sohn entspross; seine Nachkommen sind bis in unsere Zeit in England feststellbar. Woelfl hatte in London vier Adressen: No 43, Gerrard Street, Soho; No 45, Rathbone Place; No 18, Sackville Road, Piccadilly und Great Mary-le-bone Street. Als Woelfl am 21. Mai 1812 nach kurzer Krankheit – vermutlich an einem Lungenödem – verstarb, war er hoch angesehen und begütert und lebte im Londoner Nobel-Vorort Mary-le-bone. Die von Napoleon im November 1806 verhängte Kontinentalsperre machte allerdings die Kommunikation zwischen London und dem Kontinent zu einer schwierigen Angelegenheit. So gelangte die Nachricht über seinen Tod erst mit großer Verspätung nach Mitteleuropa.

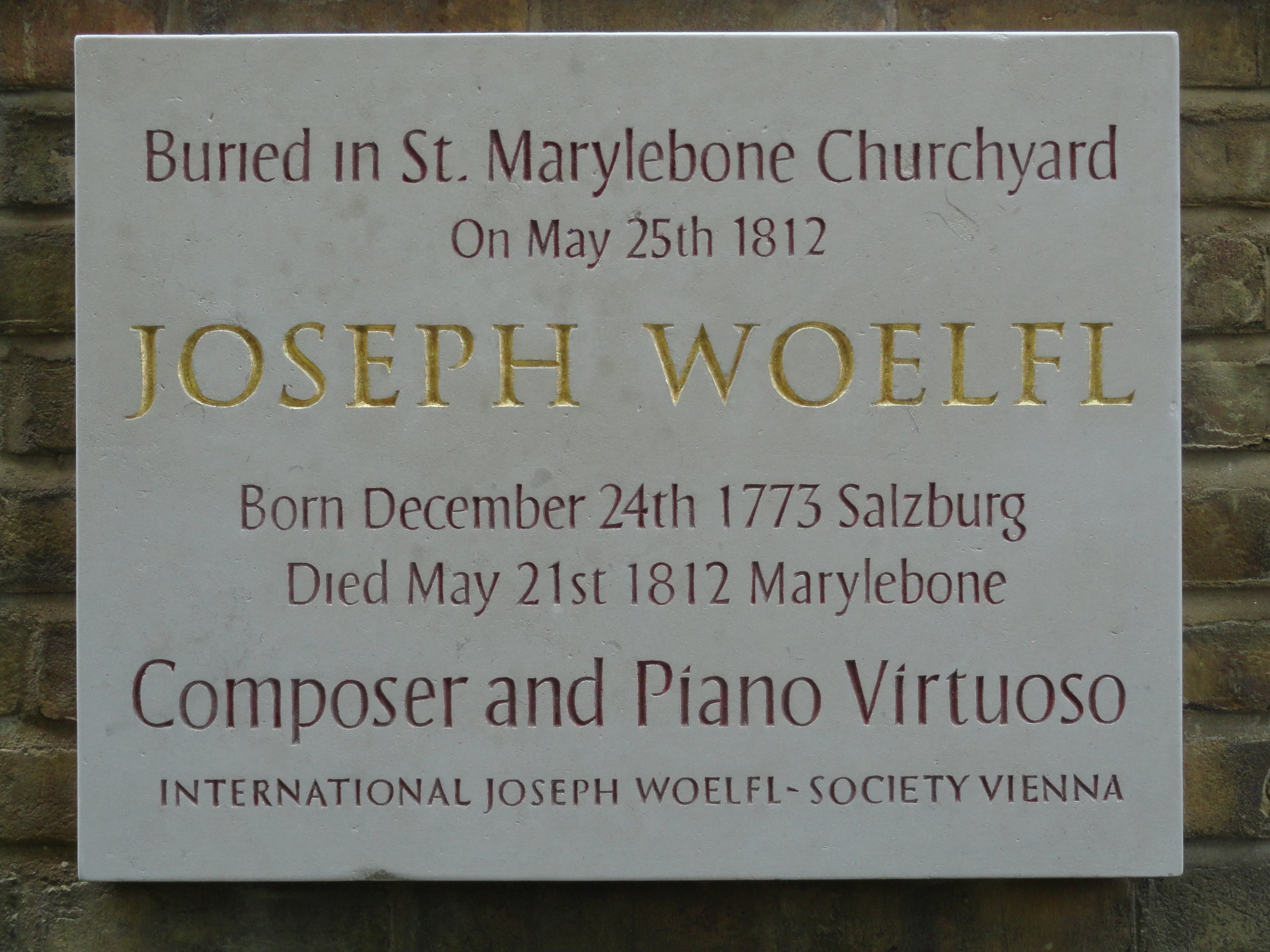
Woelfl-Gedenktafel (2012) im Londoner Vorort Mary-le-bone (anlässlich der Feiern zur Wiederkehr des 200. Todestages)

Woelfls früher Tod war der Preis für seine nebeneinander mit gleicher Intensität verfolgten Karrieren als Komponist, Pianist, Kompositions- und Klavierlehrer. Nach seinem Tod nahmen sich zahlreiche Verleger seiner Werke an und publizierten sie bis zum Ende des 19. Jahrhunderts. In einem Nachruf wurde festgestellt, dass es wohl in ganz England keinen Haushalt gebe, in dem nicht auf dem Klavier ein Werk Woelfls liege. Die großen Erfolge und die hohen Einkünfte Woelfls ließen noch zu seinen Lebzeiten eine Neid-Literatur entstehen, an der sich hauptsächlich kontinentale Autoren beteiligten. Hier tat sich besonders Ignaz von Seyfried hervor, der sich noch 26 Jahre nach dem Tod Woelfls bemüßigt fühlte, dessen Andenken mit frei erfundenen Verunglimpfungen in Misskredit zu bringen. Sie wurden von späteren Autoren bis in die jüngste Zeit ungeprüft übernommen, obwohl sie bereits 1879 durch J. H. Mee widerlegt worden waren.

## Der Komponist
Joseph Woelfl war ein vielseitig ausgebildeter Musiker, wie sich an seinem schöpferischen Werk ablesen lässt: Als Klaviervirtuose kannte er alle Möglichkeiten des Instruments und entwickelte noch neue dazu, wie etwa eine fortschreitende Emanzipation der Partie der linken Hand am Klavier und den heute noch in England geläufigen „Woelfl-Jump.“ Seine profunde geigerische Ausbildung bei Leopold Mozart verschaffte ihm Zugang zur Kammermusik mit Streichern; nicht selten sind darin in den Violinstimmen besondere Effekte wie Glissando und Ricochet sowie Fingersätze notiert. Im Salzburger Kapellhaus erhielt er Gesangsunterricht und gehörte dem Domchor an; dies kam den Vokalpartien in seiner Kirchenmusik ebenso zugute wie in seinen Bühnenwerken und Liedern. Die Verpflichtung des 13-Jährigen durch Leopold Mozart, als Continuospieler bei örtlichen Opernaufführungen mitzuwirken, verschaffte ihm frühzeitig Einblicke in die Theaterpraxis.
Obwohl Woelfl seine Ausbildung hauptsächlich von der Mozart-Familie empfing, knüpfte er in seinen Kompositionen (ähnlich wie L. v. Beethoven) an J. Haydn an. Dies äußert sich vor allem in seinen Symphonien und Streichquartetten, während er in seinen Bühnen- und Klavierwerken bereits Entwicklungen in Italien, Frankreich und England verarbeitete. Sein Personalstil ist zudem von einer lebenslangen Verehrung für J. S. Bach geprägt, die sich auch in der Forderung niederschlug, dass jeder seiner Klavierschüler (so wie er selbst) das gesamte „Wohltemperierte Klavier“ jederzeit auswendig zu beherrschen habe. In zahlreichen Rezensionen der Leipziger AmZ wurde immer wieder der „gearbeitete“ (= kontrapunktische) Satz seiner Kompositionen hervorgehoben. Mit seiner Übersiedlung nach England war ein Wechsel der Stilhaltung verbunden; Woelfl musste nun für ein primär bürgerliches Publikum schreiben. Das Ergebnis war eine Anbahnung des Musikalischen Klassizismus, der von seinen Nachfolgern aufgenommen und zur Blüte gebracht wurde. Als Kompositionslehrer ging Woelfl streng didaktisch vor. Wie sein Schüler Charles Neate (1784–1877), Mitbegründer der Philharmonic Society London berichtet hat, war er der erste Lehrer in England, der in seinem Unterricht die Formenlehre behandelte.

## Der Pianist
Im Wien des ausgehenden Jahrhunderts herrschte kein Mangel an qualifizierten Pianisten: Neben Mozart und Beethoven seien hier stellvertretend für Viele Leopold Koželuh, Johann Nepomuk Hummel, Johann Ladislaus Dussek und Anton Eberl genannt. Als Woelfl 1795 nach Wien kam, wurde er aufgrund der Klarheit seines Anschlags und seiner brillanten Lauftechnik sofort als Mozart-Schüler erkannt. Er selbst steuerte Akkorde in weiter Lage, begünstigt durch eine enorme Spannweite seiner Hände (Tredezime), Terzen- und Oktavpassagen sowie eine neuartige Sprungtechnik bei, die er eigenständig entwickelt hatte. Sie führt geradewegs zu Franz Liszts Etüde „La Campanella“. Aber auch auf dem Felde der damals noch als Haupt-Kategorie gepflegten Improvisation wusste sich Woelfl zu behaupten, wie der Wettstreit mit Beethoven belegt. In den deutschen Musikzentren, in Paris und London wurde er als einer der führenden Pianisten seiner Zeit verehrt. In der Geschichte der Klaviermusik des 19. Jahrhunderts gilt er als wichtiges Vorbild für Felix Mendelssohn Bartholdy und Liszt; beide haben nachweislich Woelfls Klaviermusik gekannt. In der britischen Musikgeschichte nimmt Woelfl als Begründer der englischen Pianistenschule eine besondere Rolle ein. Ph. Cipriani H. Potter (1792–1871) wurde frühzeitig sein Schüler, blieb bei ihm fünf Jahre und hat nach eigenen Angaben alles, was er konnte, bei Woelfl gelernt. Potter wurde dann 1822 Klavierlehrer an der Royal Academy of Music und ab 1832 ihr Direktor, wo er unzählige englische Pianisten nach den Vorgaben Woelfls ausgebildet hat. Die von Woelfl verfasste „Méthode de Pianoforte“ Op. 56 zeigt ihn als konsequenten Pädagogen, der seine Schüler didaktisch zum virtuosen Klavierspiel führte.

## Nachwirkungen
Seit Ende des Zweiten Weltkrieges sind Woelfls Werke auf Bibliotheken in drei Erdteilen verstreut. Die 2011 gegründete „Internationale Joseph Woelfl-Gesellschaft Wien“ wird auf der Basis der jahrelangen Forschungsarbeiten von Margit Haider-Dechant diese in einer Gesamtausgabe in 60 Bänden ab dem 200. Todestag des Komponisten am 21. Mai 2012 vorlegen.
Die Joseph-Woelfl-Gesellschaft Bonn e. V. nahm 2016 in dem in einem Gutshof in Bonn-Lessenich eingerichteten Joseph-Woelfl-Haus ihre Arbeit auf.
In der Stadt Salzburg wurde Anfang der 1980er Jahre eine Straße im Stadtteil Morzg nach Josef Woelfl benannt.

## Werke
Stand: August 2011, ISBN 978-3-9502760-1-5, Ordnungszahlen nach Haider-Dechant, Margit: Joseph Woelfl. Verzeichnis seiner Werke, Wien 2011.
Fw = Frühwerk, Op = Opus, WoO = Werk ohne Opuszahl
1.1 Vokalmusik
- Fw1 Deutsche Litaney
- Fw2 Deutsches Salve Regina
- Fw6 3 Kanons
- Fw11 Kanon im Wiener Dialekt
- WoO18 Auf die Namensfeyer des Erzherzog Karl für Soli und Chor
- WoO20 Gesänge am Klavier, 1. Heft. Die Geister des Sees. Eine Ballade von Fräulein Amalie von Imhof
- WoO21 Gesänge am Klavier, 2. Heft:11 Lieder und eine vierst. Hymne von Ramler
- WoO26 An Lina
- WoO40 Cadde l’eroe magnanimo
- WoO46 6 englische Lieder
- WoO63e Three English Songs
- WoO108 Die Bürgschaft. Eine Ballade von Friedrich Schiller
- WoO112 Die Braut oder das Geld
- WoO121 Reise nach der Geliebten
- WoO128 Meine Wünsche

1.2 Opern
- WoO2 Der Höllenberg oder Prüfung und Lohn. Heroisch-komische Oper in zwei Akten (Emanuel Schikaneder)
- WoO3 Das schöne Milchmädchen oder der Guckkasten. Singspiel in zwei Akten (Joseph Richter)
- WoO6 Der Kopf ohne Mann. Komische Oper (Joachim Perinet)
- WoO12 Liebe macht kurzen Prozeß oder Heirath auf gewisse Art. Pasticcio (J. Perinet und J. Rautenstrauch)
- WoO25 Das trojanische Pferd. Komische Oper (Heinrich Gottlieb Schmieder)
- WoO35 L’Amour romanesque. Opéra comique in einem Akt (Jean Armand Charlemagne)
- WoO36 Fernando ou Les Maures. Opéra héroique in drei Akten (Bussy)

1.3 Ballette
- WoO41 La Surprise de Diane ou Le Triomphe de L’Amour. Ballett (Rossi)
- WoO44 Alzire. (Rossi nach Voltaire)
- WoO122 Naval Victory and Triumph of Lord Nelson. (Rossi)
- WoO123 Terpsichores Return. (D’Egville)

1.4 Symphonien
- Fw10 [0]. Symphonie (Warschau)
- Op.40 1. Symphonie à grand orchestre en sol mineur (gew. L. Cherubini)
- Op.41c 2. Symphonie à grand orchestre en re majeur (gew. Mr. Salomon)
- Op.45d 3. Symphonie in D-Dur
- WoO12c 4. Symphonie
- WoO124 5. Grand Sinfonia for a full Band in d minor
- WoO125 6. Grand Symphonie
- WoO127 7. Grand Symphonie

1.5 Weitere Orchesterwerke
- Fw4 Sechs Menuette
- WoO1 Sechs Menuette
- WoO98 Ouverture in c minor
- WoO126 Ouverture for Orchestra

1.6 Konzerte
- Fw9 [0.] Konzert für Klavier (Warschau)
- Op.20 Premier Concert pour le Pianoforte en sol majeur (gewidm. Friedrich Heinrich Himmel)
- Op.26 Deuxième Concert pour le Pianoforte (gew. Mr. Guillaume Tepper) orte en sol majeur
- Op.32 Troisième (Grand) Concert pour Pianoforte en Fa majeur (gew. J. B. Cramer)
- Op.36 Le Calme,[4.] Concert pour le Pianoforte en Sol majeur
- Op.43 [5.] Grand concert militaire pour Pianoforte et orchestre en Do majeur (gew. L. Fleming Esqu.)
- Op.49 Le Coucou, [6.] Concert pour Pianoforte en Re majeur (gew. Me. Ferrari) acc.de grand orchestre
- Op.64 [7.] Grand Concert pour Pianoforte en Mi majeur (gew. Mr. E. Graham)
- WoO12b [8.] Konzert für Klavier und Orchester in C-Dur
- WoO24 Concerto für Klavier und Violine
- WoO97 [9.] Concerto da Camera pour le Pianoforte (gew. Mr. Gledhill)

1.7 Kammermusik
1.7.1 Streichquartette und -quintette
- Fw12 Andante. In: Journal für Quartetten Liebhaber auf zwey Violinen Alt et Bass,
- Op.4 Trois Quatuors pour deux Violons, Viola e Basse (gew. Leopold Staudinger)
- Op.5a Trois Quatuors pour deux Violons, Alto et Violoncelle
- Op.10 Sechs Streichquartette in 2 Heften (gew. M. de Fries)
- Op.14a Quatuors pour 2 Violons, Alto et Basse
- Op.30 Trois Quatuors pour 2 Violons, Alto e Basse (gew. Mr. Bassi Guaita)
- Op.51 Six Quartetts, for two Violins, Tenor & Violoncello (gew. Prince of Wales)
- WoO24a Drei Streichquintette

1.7.2 Klaviertrios
- Op.5 Trois Trios pour le Piano Forte, Violon et Violoncelle (gew. Joseph Haydn)
- Op.16 Trois Sonates pour le Piano-Forte & le Violon, avec accompagnement d’un Violoncelle ad libitum (gew. Mimi Metzler)
- Op.23 Trois Grands Trios pour le Fortepiano, Violon et Basse
- Op.25 Trois Sonates pour le Pianoforte avec acc. de violon et violoncelle
- Op.42 Symphonie in g-moll Op. 40 in Bearbeitung für Klavier zu vier Händen und Fl.u. Vl. bzw: Sonate pour le Pianoforte à quatre mains avec flute ou violon
- Op.42a Three Grand Trios pour le Pianoforte, Violon et Violoncelle op. 42
- Op.45a–c  Trois Duos pour Pianoforte à quatre mains avec flûte ou violon ad lib. (Op. 45c gew. Ch. Neate)
- Op.46 Grand Duo pour le Pianoforte à quatre mains avec flute ou violon
- Op.48 Trois Sonates pour le Pianoforte avec acc. de Flute et de Violoncelle
- Op.66 Trio pour le Pianoforte, Flute et Violoncelle en Do majeur
- WoO23 Trio für Klavier und 2 Hörner
- WoO63c Trio for Piano, Flute and Violoncello
- WoO119 Trio for Piano, Flute and Violoncelle in C-Dur

1.7.3. Duos
1.7.3.1 Duos für Violine und Klavier
- Op.2 Trois Sonates pour le Clavecin ou Piano-Forte avec acc. d’un Violon (gew. Comtesse Therese de Cuenburg)
- Op.7 Trois Sonates pour Forte Piano avec acc. d’un Violon
- Op.8 Trois Sonates pour le Clavecin avec Violon
- Op.14 Trois Sonates pour le Pianoforte avec Accompagnement d’un Violon composées sur des Idées prises de l’Oratoire de J. Haydn « La Creation » (gew. Prinz August v. Hohenlohe-Ingelfingen)
- Op.18 Deux Sonates pour le Piano-Forte avec acc. d’un Violon
- Op.19 Trois Sonates pour le Piano-Forte avec acc. d’un Violon (gew. Muzio Clementi)
- Op.24 Trois Sonates progressives pour le Piano Forte avec acc. de Violon
- Op.27 Trois Sonates pour le Pianoforte…nota la troisième avec acc. de violon (gew. Mme. Tochon)
- Op.28a Sonate pour le Piano-Forté, accompagné de Violon
- Op.37c Three Sonatas for the Pianoforte, with accompaniment for a Flute or Violin ad lib. (gew. Mme. Récamier)
- Op.47 Trois Sonates pour le Pianoforte avec flute ou violon
- Op.67 (Grand) Sonate pour le Pianoforte avec acc. de violon en Mi majeur
- Op.68 Grande Sonate pour le Pianoforte et violon en Re mineur
- WoO45c Bouquet de Flore No III:Augustin, a favourite german Waltze arr. as a capriccio for Piano, Flute or Violin ad lib.
- WoO63m Duet for the Piano and Violin
- WoO87 Duet d-moll, Piano and Violin

1.7.3.2 Duos für Flöte und Klavier
- Op.11 Trois Sonates pour le Piano Forte avec acc. d’une Flute
- Op.13 Sonate pour Piano-Forte avec une Flute obligé
- Op.34 Trois Sonates pour le Pianoforte avec acc. d’une flute
- Op.35 Trois Sonates pour le Pianoforte avec acc. de flute. In which are Introduced the favorite Scotch Airs, Nanny will thou gang with me. And Roy’s Wife
- Op.37c Three Sonatas for the Pianoforte, with accompaniment for a Flute or Violin ad lib.
- Op.46a Three Sonatas for the Pianoforte with an Accompaniment for a Flute ad lib., In which is introduced the Following Six Favorite Scotch Melodies.
- Op.47 Trois Sonates pour le Pianoforte avec flûte ou violon
- WoO15a Six Sonatines très faciles d’après les airs favorits des Operas pour le Fortepiano avec acc. d’une Flûte
- WoO38 Marche et Rondeau avec flûte No 13 in D
- WoO45b Bouquet de Flore No II: Favorite Polonaise arr. as a Rondo withh acc. of flute ad lib.
- WoO45c Bouquet de Flore No III: Augustin, a favourite german Waltz arr. as a capriccio for Piano, flute or violin ad lib.
- WoO92 Favorite Polacca, arr. as a Rondo with acc. of Flute ad lib.

1.7.3.3 Duos für Harfe und Klavier
- Op.29 Grand Duo pour Harpe et Pianoforte (gew. Mme. Cléry)
- Op.37 Grand Duo pour Harpe et Piano ou deux Pianos (gew. F. Dizi)
- Op.44 A Second Duett, for the harp & piano forte, or two piano fortes (gew. Miss Gautherot)
- Op.52 Sonata for the harp with an accompaniment for the flute in C major (gew. Mr. Charles Meyer)
- Op.57 Duet for Harp and Piano (gew. Mr. Douchez)
- WoO3g La belle Latière, Bearbeitungen f. Harfe und Klavier
- WoO45e Bouquet de Flore No V 6 Valses for Pianoforte, Harp ad lib.
- WoO45f Bouquet de Flore No VI: Turkish March and Rondo for Piano with acc. of Harp.
- WoO52 Grand Sonata for the Harp, in which is introduced a favorite Air of Cosi fan Tutte, also for Piano (gew. Miss Adamson)
- WoO63l Fishers Minuet with Variations for Piano and Harp in B-major
- WoO72 Duett in C major for Flute and Harp
- WoO85 „Fishers Minuet“ with Variations for Piano and Harp in B-major
- WoO90 Variations for Harp and Piano (gew. Mr. Charles Meyer)
- WoO94 6 Valses for Pianoforte, Harp ad lib.
- WoO95 Turkish March and Rondo for Piano with acc. of Harp ad lib.
- WoO96 3 Polonaises for Harpe and Pianoforte

1.7.3.4 Weitere Besetzungen
- Op.3a Drei Duos für zwei Violinen
- Op.31 Grand Duo pour Pianoforte et Violoncelle en re mineur (gew. Mrs. L. Hollander)
- WoO27 Douze Walzes pour le Forté Piano avec acc. d. Tambourin ad lib.
- WoO35a Ouverture aus L’Amour Romanesque: arr. f. 2 Vl., od. 2 Fl., od. 2 Klar.

1.7.3.5 Bläsermusik
- Fw3 Sei Sonate à Oboe Primo, Oboe Secondo, Corno I, Corno II, Fagotto I,Fagotto II. (gew. Blasio Rauschgat)
- Fw5 Sei Sonate a 6. 2 Oboe, 2 Fagotti e 2 Corni
- WoO16 Quartetto per quattro flauti traversi
- WoO17 Divertimento per tre flauti traversi e un flauto d’amore
- WoO48 2 Trios für 2 Clarinets and Basson
- WoO130 Quintette für Bläser

1.8 Klaviermusik zu zwei Händen
1.8.1 Sonaten
- Fw7 Sonate mit neuer Polonaise
- Op.1 Deux Sonates pour le Clavecin ou Piano-Forte (gew. Caton v. Schroeder)
- Op.3 Trois Sonates pour le Forte-piano seul (gew. Anne de Sonnenburg)
- Op.6 Trois Sonates pour le Piano-Forte (gew. Ludwig v. Beethoven)
- Op.7a Trois Sonates pour le Piano Forte
- Op.12 Trois Sonates pour le Piano Forte
- Op.15 Trois Sonates pour le Forte Piano (gew. Prinz Louis Ferdinand v. Preußen)
- Op.19a Three Sonatas for the Piano Forte
- Op.22 Trois Sonates pour le Pianoforte
- Op.25a Grand Sonata in c minor for Piano-Forte Op. 25
- Op.27 Trois Sonates pour le Pianoforte … nota la troisième avec acc. de violon (gew. Mme. Tochon)
- Op.28b Trois Sonates pour le Forte Piano (gew. Mme. La Comtesse Borosdin)
- Op.33 Trois Sonates pour le Pianoforte
- Op.36b A Grand Sonata for the Pianoforte (gew. Mrs. Oom)
- Op.38 Sonate pour le Pianoforte
- Op.38a Three Sonatas for the Piano Forte (gew. Miss Mc Queen)
- Op.41 Non plus ultra. Grande Sonate pour Pianoforte (gew. Miss E. Binny)
- Op.41a Extract from „Ne Plus Ultra“ Sonata
- Op.43a Three Sonatas for Piano Forte (gew. Mme. Catalani)
- Op.50 Le Diable A Quatre. Grande Sonate pour le Pianoforte (gew. Mrs. Hunt)
- Op.53 Three Sonates for the Pianoforte (gew. Miss Francis)
- Op.54 Trois Sonates pour le Pianoforte (gew. Miss Tibbs)
- Op.55 Trois Sonates pour le Pianoforte (gew. Miss Logier)
- Op.56b Trois Sonates pour le Pianoforte
- Op.58 Sonate pour le Pianoforte (gew. Mrs. Stephanson)
- Op.60 Sonate pour le Pianoforte (gew. Miss Louisa Scarlett)
- Op.62 Grande Sonate pour le Pianoforte (gew. Mr. Latour)
- WoO15b Drei leichte Klaviersonaten
- WoO39 Klaviersonate in c-moll [von Lodi gestohlen]
- WoO52 Grand Sonata for the Harp, in which is introduced a favorite Air of Così fan tutte, also for Piano (gew. Miss Adamson)
- WoO63j Klaviersonate in E
- WoO113 Sonate précédée d’une Introduction & Fugue pour le Pianoforte
- WoO113b Grande Sonate en Ut mineur pour le Pianoforte

1.8.2 Variationen
- Fw8 Kozak bardzo s?awny mit 10 Variationen
- WoO5 9 Variations sur le Terzetto „Pria ch’io l’impegno“ de l’opéra „L’amour marinaro“ (Joseph Weigl, gew. Mlle La Baronne Nanette de Lezzenyi)
- WoO7 9 Variations sur une pièce, tirée du Ballet Alzine (gew. Madame Fanny d’Arnstein, née Itzig)
- WoO8 9 Variations sur l’Air „Weil der Mond so lieblich scheint“ de l’opéra „Babylons Pyramiden“ (Peter von Winter, gew. Mlle Susette d’Eyb)
- WoO10 9 Variations sur l’Air „Weil der Mond so lieblich scheint“ de l’opéra „Babylons Pyramiden“ (Peter Winter, gew. Mlle Susette d’Eyb) tiré de l’opéra: Der zweite Teil der Zauberflöte sous le titre „Das Labyrinth oder der Kampf mit den Elementen“ (P. Winter)
- WoO11 9 Variations sur le Duo „Herbey, herbey, Ihr Leute“ tiré de l’opéra Der zweite Teil der Zauberflöte sous le titre „Das Labyrinth oder Der Kampf mit den Elementen“ (P. inter)
- WoO13 9 Variations sur l’Air „Wenn ich nur alle Mädchen wüsste“ aus der Oper „Babylons Pyramiden“ de Gallus und Winter
- WoO14 9 Variations sur le Duo „Weibchen, treu wie euer Schatten“ tiré de l’opéra „Das Labyrinth“ de Mister Winter
- WoO15 9 Variations sur le Duo „La Stessa, la Stessissima“ de l’opéra „Falstaff“ ossia „Le tre Burle“ (Antonio Salieri) pour le Fortepiano
- WoO19 9 Variationen über „Schau, daß du bald ein Meister bist“ aus „Des Schneiders Hochzeit“ (v. Seyfried)
- WoO22 9 Variations pour le Pianoforte sur le Quatuor „Kind willst du ruhig schlafen“ de l’opéra „Das unterbrochene Opferfest“ (gew. Mme. Fröhlich née Schüler)
- WoO28 9 Variations sur le Choeur „Die Höll ist finster“ aus dem travestierten Aeneas 2. Teil
- WoO29 9 Variations sur l’Air „Mein Vater hat gewonnen“ de l’opérette „Liebe macht kurzen Prozeß“ (Johann Baptist Henneberg, gew. Mlle. Madleine Winter)
- WoO30 9 Variations sur l’Air de Figaro de Mozart „Se vuol ballare Signor Contino“
- WoO32 9 Variations on a favourite German Air for the Pianoforte
- WoO33 Romance variée de l’opéra Une folie par Méhul
- WoO34 Air avec Variations No 4
- WoO43a The Cabinet No 1. Lullaby. Variations
- WoO43c The Cabinet No 3. “What’s the matter Now”. Variations
- WoO45a Bouquet de Flore No I 9 Variations on a favorite German Air for the Pianoforte
- WoO45g Bouquet de Flore No VII O dolce Concento, with Six Variations for the Piano Forte
- WoO47 Andante variée pour le Pianoforte
- WoO58 Variations on “Oh cara armonia” (Air from Die Zauberflöte)
- WoO59 Air favorit „Wenn’s Lieserl nur wollte“ variée pour Pianoforte
- WoO63g A favorite German Air with Variations
- WoO83 „Hark I hear the eve’ning drum“, Variations for the Pianoforte
- WoO99 Air „The Storm“avec Variation No 5 in G pour Pianoforte
- WoO99a Air with Variations for the Piano Forte No 5
- WoO100 Romance „Je suis encore dans mon Pr“ variée No 6 in G pour Pianoforte
- WoO101 Variations No 7 in G pour Pianoforte
- WoO102 Variations No 8 in C pour Pianoforte
- WoO103 Variations No 9 in F pour Pianoforte
- WoO104 Variations No 10 in C pour Pianoforte
- WoO105d Les Soirées Amusantes No. IV. „The Storm“ with variations
- WoO120 Variationen von Wölfel in Varietées amusantes pour le Piano Forte

1.8.3 Tänze
- WoO4 12 Deutsche Tänze im Clavierauszug welche in dem K: K: kleinen Redouten Saal in Wien dieses Jahr 1796 aufgeführet worden
- WoO9 12 Deutsche Tänze pro Anno 1798 aus dem K: K: großen Redouten Saal per il Clavicembalo o forte Piano
- WoO9a 12 Menuetti pro Anno 1798 aus dem k: k: Großen Redouten Saal Per il Clavicembalo o Forte Piano
- WoO31 12 Valses pour le Pianoforte
- WoO63b 12 Waltzes
- WoO63i 3 Polaccas
- WoO64 6 Deutsche Tänze
- WoO70 3 Polaccas for Pianoforte
- WoO74 Polacca for Pianoforte
- WoO86 3 Polonaises pour Pianoforte in B-Dur
- WoO105a Les Soirées Amusantes No. I. The favorite Tamborine Dance
- WoO105b Les Soirées Amusantes No. II. The Grand March and Pan’s Pantomimic Dance
- WoO106 Six Valses pour Pianoforte
- WoO109 Vier Walzer in D, fis, B und D
- WoO110 Walzer in D für Klavier
- WoO115 Walzer aus dem Musikbüchlein der E. B. Marietta Gould
- WoO129 William the fourth’s waltz
- WoO131 Three Valses

1.8.4 Weitere Werke
- Op.9 Fantaisie et Fugue pour le Pianoforte (gew. Mr. de Sermentot)
- Op.18 Fantaisie pour Piano-Forte seul
- Op.28 Fantaisie et Fugue pour le Pianoforte
- Op.36a Rondo à la Polonaise for the Piano Forte
- Op.41b „German National Air“
- Op.59 Venus en Voyage, Divertissement pour le Pianoforte (gew. Mr. Holst)
- Op.61 Seconde Divertissement pour le Pianoforte, in which is introduced Mozart’s favourite air, the Manly Heart
- WoO37 Grand Fantaisie „O mon cher Augustin“ pour Pianoforte (gew. Miss H. E. Tones)
- WoO41a La Surprise de Diane ou Le Triomphe de L’Amour. (Rossi) Arranged for the piano forte by J. Woelfl. Ballett.
- WoO42 First and Second Number of SCHIRMERS CHOICMANUSCRIPT COLLECTION OF MUSIC
- WoO42a Hungarian
- WoO42b Ouverture
- WoO42c Song from the Opera Don Juan
- WoO42d Song from the Opera Adolf and Clara, or as it is called in the English Farce Matrimony
- WoO42e Song from the Opera, called The sleeping cup (Der Schlaftrunk)
- WoO42f Song from the Opera, called The interrupted Sacrifice (Das unterbrochene Opferfest. Winter)
- WoO42g Ouverture from the Opera, called Adolf and Clara
- WoO42h Rondo
- WoO42i Rondo
- WoO42j Rondo
- WoO42k Duetto from the Opera, called This House is to be sold (Dalayrac)
- WoO42l Ouverture aus der Oper: Das unterbrochene Opferfest
- WoO43 THE CABINET Consisting of Rondos, Airs with Variations and Military Pieces, for the Piano Forte Composed & Arranged by J. WOELFL
- WoO43b The Cabinet No 2. „Alone by the night of the Moon“ for Pianoforte
- WoO43d The Cabinet No 4. „The Linnet“. Rondo for Pianoforte
- WoO43e The Cabinet No 5. Lord Cornwalli’s March
- WoO43f The Cabinet No 6. Donna Della
- WoO43g The Cabinet No 7. Fair Ellen was a gentle maid. Rondo for Pianoforte
- WoO43h–l The Cabinet No 8 – 12. [bislang unauffindbar]
- WoO44a Alzire, a grand ballet arr. for the Pianoforte
- WoO45 Bouquet de Flore consisting of different pieces of music, for the pianoforte. no 1–7
- WoO45h Bouquet de Flore No VIII Grand March of the Spanish Patriots
- WoO50 Marche et Rondeau pour le Pianoforte
- WoO51 Allegretto pour le Pianoforte (B-Dur)
- WoO53 „Lord Cornwalli’s March“, The Cabinet No. 5.
- WoO54 „Alone by the night of the Moon“, The Cabinet No. 2.
- WoO55 „The Linnett“, The Cabinet No. 4.
- WoO56 „Donna Della“, The Cabinet No. 6.
- WoO57 „Fair Ellen was a gentle maid“, The Cabinet No. 7.
- WoO60 4 Favorite Airs from Mozarts „Le Nozze die Figaro“ adapted for two Performers on one Piano Forte, Book 2,2 Books of Duets with favorite Airs from „Le Nozze di Figaro“
- WoO61 Grand marche pour le Pianoforte in C-Dur
- WoO62 The favourite Tambourin avec Introduction et Final No 11 in C-Dur
- WoO63 Harmonic Budget
- WoO63a Six Preludes
- WoO63d Six Preludes
- WoO63f March and Rondo
- WoO63h Six Preludes
- WoO63k Six Preludes
- WoO63n Ouverture to La Battaille de Salamine
- WoO65 6 Preludes pour le Pianoforte
- WoO67 6 Preludes pour le Pianoforte
- WoO68 Marche for Pianoforte in D-major „Portoguese March“
- WoO69 Six Preludes
- WoO71 Six Preludes
- WoO73 24 Préludes dans les Modes majeurs et mineurs les plus usités
- WoO75 2 Books of Duets with favorite Airs from „Le Nozze di Figaro“ 4 Favorite Airs from Mozarts „Le Nozze die Figaro“
- WoO76 Rondeau pour le Pianoforte in B majeur
- WoO77 Trois Rondos pour Pianoforte in B-, D- und B-Dur
- WoO78 „La Chasse“, Rondeau pour Pianoforte in C-majeur
- WoO79 „Bon jour“, Rondeau pour Pianoforte in G majeur
- WoO80 „Bon soir“, Rondeau favori pour Pianoforte in D majeur
- WoO81 Rondeau facile e brillante pour Pianoforte in C majeur
- WoO81a Rondeau facile e brillante pour Pianoforte in C majeur in: Useful Practice. A first Series of Sonatas, Rondos & Airs, selected from the best Authors, ancient & modern, dited by Robert Barnett
- WoO82 „Heigho“, Rondeau pour Pianoforte
- WoO84 Marsch and Military Rondo for the Pianoforte
- WoO88 The favorite Scotch Air of Donald, Arranged as a Rondo for the Piano Forte
- WoO89 „Castle Goring“, Rondo No. 3 pour Pianoforte
- WoO91 Marcia et Rondo Pastorale pour le Pianoforte in D-Dur
- WoO93 Augustin, a favourite German Waltze
- WoO105 LES SOIRÈES AMUSANTES
- WoO105f Les Soirées Amusantes No. VI. Mad.de Parisots 2nd Hornpipe arranged as a Rondo for the Piano Forte
- WoO105k Les Soirées Amusantes No. XI. „Nobody coming to marry me“, Arranged as a Rondo
- WoO105o Les Soirées Amusantes No. XV. „Bon Jour“, Rondeau pour Pianoforte in G majeur
- WoO105q Les Soirées Amusantes No. XVII. „Bon Soir“, Rondeau favori pour Pianoforte in D majeur
- WoO107 The Popular Air EVELEEN’S BOWER
- WoO113a Introduction et Fugue pour le Pianoforte
- WoO114 Rondeau pour Pianoforte In: Romances anglaises à 1 voix et piano, et pieces p.p
- WoO117 The Organist by Westbrook „The Calm“
- WoO118 Grand March of the Spanish Patriots, followed by RULE BRITANNIA, arranged as a Rondo (To the Spanish Patriots)

1.9. Klaviermusik zu vier Händen
- Op.17 Sonate pour le Piano-Forte à quatre mains
- Op.22a Three Sonates pour le clavecin à quatre mains
- Op.37a Grand Duo pour Harpe et Piano ou deux Pianos, 2me Version
- Op.37b Woelfl’s Grand Duett Adapted for two Performers on one Piano Forte
- Op.42 Symphonie in g-moll Op. 40 in Bearbeitung für Klavier zu vier Händen und Flöte oder Violine ad. lib. bzw: Sonate pour le Pianoforte à quatre mains avec flute ou violon
- Op.45a–c Trois Duos pour Pianoforte à quatre mains avec flûte ou violon ad lib. (Op. 45c gew. Ch. Neate)
- Op.46 Grand Duo pour le Pianoforte à quatre mains avec flute ou violon
- Op.69 Grande Sonate favorit à quatre mains pour le Pianoforte
- WoO45d Bouquet de Flore No IV. Sonata for Two Performers on One Piano Forte
- WoO49 6 Valses pour le Pianoforte à 4 mains
- WoO60 4 Favorite Airs from Mozarts „Le Nozze di Figaro“ adapted for two Performers on one Piano Forte, Book 2
- WoO63o Duett for Two Players on One Piano Forte in C major
- WoO66 Six Valses pour le Pianoforte à quatre mains
- WoO111 Sonate in b-mineur à quatre mains op. 2 [sic]

1.10 Pädagogische Werke
- Op.56 Méthode de Pianoforte, contenant 50 Exercises doigtés, 1re et 2me partie
- Op.56a Clavierübungen 17–24, 45–48
- WoO116 Etude in: Studies and Characteristic Pieces for the Piano Forte composed by J. Sebastian Bach, John Field, Ludwig Berger and J. Woelfl

1.11 Bearbeitungen
- WoO141 Eight Favorite Airs, from Mozart’s Opera COSI FAN TUTTE
- WoO142 4 Favorite Airs from Mozarts „Le Nozze die Figaro“ adapted for two Performers on one Piano Forte, Book 2
- WoO143a „La jeune Lise était rêveuse“ aus der Oper: „Malade par amour“ von Solié, Romance arr. von Woelfl
- WoO143b „Lorsque l’amour s’est glissé dans notre âme“ aus der Oper: „Malade par amour“ von Solié, Romance arr. von Woelfl
- WoO144 „Fly not yet, or, Planxty Kelly“ Rondo for the piano forte, composed by Carolan, arr. by Woelfl

1.12 Bearbeitungen von fremder Hand
- WoO44b The favorite pas de deux, for the harp with acc. for the flute, by F. Dizi

## Diskografie
- Klaviersonaten Vol. 1: 3 Klaviersonaten op. 33 (C-Dur, d-Moll, E-Dur); Laure Colladant, Pianoforte (harmonia mundi HMCD 90), 1995
- Klaviersonaten Vol. 2: 3 Klaviersonaten op. 28 (G-Dur, D-Dur, h-Moll); Laure Colladant, Pianoforte (harmonia mundi HMCD 90), 1995
- Klaviersonaten c-Moll op. 25; C-Dur, d-Moll, E-Dur op. 33; Jon Nakamitsu, Klavier (harmonia mundi usa HMU 907324), 2003
- Symphonien g-Moll op. 40, C-Dur op. 41[a] & Duett d-Moll für Klavier und Violoncello op. 31; Pratum Integrum Orchestra (Caro Mitis CM 00220005), 2005
- Klavierkonzert Nr. 1 G-Dur op. 20, Grand Concert militaire C-Dur op. 43; Cuckoo Concerto D-Dur op. 59; Andante aus dem Konzert Le calme op. 36; Yorck Kronenberg, Klavier; SWR Rundfunksinfonieorchester, Leitung: Johannes Moesus (cpo 777 374-2), 2008
- 3 Streichquartette C-Dur, F-Dur, c-Moll op. 4 [sic! andere Tonarten als im WV!], Authentic Quartet (Hungaroton HCD 32580), 2008
- 3 Streichquartette Es-Dur, C-Dur, D-Dur op. 30, Pratum Integrum Orchestra Solists (Caro Mitis CM0032006), 2008
- Sonate Non plus ultra Op. 41, Margit Haider-Dechant, Apollon Musikoffizin (A.M.C.I.20.013), 2017
- Klaviersonaten c-Moll op. 25, b-Moll op. 38; Mattias Spee, TRTPK (TTK 0073), 2021